# Seznam ameriških igralcev (F)
Shelley Fabares - Fabian (igralec) - Ava Fabian - Nanette Fabray - Peter Facinelli - Bill Fagerbakke - Jeff Fahey - Douglas Fairbanks starejši - Morgan Fairchild - Lola Falana - Tav Falco - Rock Falcon - Page Falkenberg - Tiffany Fallon - Alison Fanelli - Dakota Fanning - Elle Fanning - Kerissa Fare - James Farentino - Antonio Fargas - Dennis Farina - Anna Faris - Sean Faris - Frances Farmer - Vera Farmiga - Richard Farnsworth - Diane Farr - Jamie Farr - Glenda Farrell - Mike Farrell - Terry Farrell (igralka) - Mia Farrow - David Faustino - Jon Favreau - Farrah Fawcett - Dorothy Fay - Alice Faye - Barbara Feldon - Tovah Feldshuh - Norman Fell - Sherilyn Fenn - Colm Feore - Christina Ferguson - Elsie Ferguson - Adam Ferrara - Cristina Ferrare - Rebecca Ferratti - Jami Ferrell - Will Ferrell - Mel Ferrer - America Ferrera - Martin Ferrero - Lou Ferrigno - Tina Fey - William Fichtner - John Fiedler - Betty Field - Sally Field - Romaine Fielding - Kim Fields - W. C. Fields - Harvey Fierstein - Larry Fine (igralec) - Gavin Fink - Fyvush Finkel - Anita Finlay - John Finn - Katie Finneran - Linda Fiorentino - Jenna Fischer - Laurence Fishburne - Danielle Fishel - Carrie Fisher - Frances Fisher - Joely Fisher - Tricia Leigh Fisher - Michael Fishman - Schuyler Fisk - Colleen Fitzpatrick - Leo Fitzpatrick - Fannie Flagg - Joe Flaherty - Ed Flanders - Sean Patrick Flanery - Joe Flanigan - Maureen Flannigan - Arthur Fleck - John Fleck - Charles Fleischer - Jaqueline Fleming - Rhonda Fleming - Connie Fletcher - Louise Fletcher - Jay C. Flippen - Calista Flockhart - Dann Florek - George Buck Flower - Jimmy Flynn - Sean Flynn - Lisa Foiles - Ellen Foley - Alison Folland - Bridget Fonda - Henry Fonda - Jane Fonda - Peter Fonda - Debra Jo Fondren - Benson Fong - Michelle Forbes - Constance Ford - David Ford (igralec) - Faith Ford - Glenn Ford - Harrison Ford - Harrison Ford (igralec nemih filmov) - Maria Ford - Trent Ford - Victoria Forde - Amanda Foreman (igralka) - Deborah Foreman - Edwin Forrest - Frederic Forrest - Steve Forrest - Brian Forster - Robert Forster - John Forsythe - William Forsythe (igralec) - Ben Foster (igralec) - Jon Foster - Karen Foster - Meg Foster - Sara Foster - Jodie Foster - Byron Foulger - Anne-Marie Fox - Jorja Fox - Matthew Fox (igralec) - Megan Fox - Michael J. Fox - Sonny Fox - Jaimee Foxworth - Robert Foxworth - Jamie Foxx - Mackenzie Foy - Jonathan Frakes - Arlene Francis - Kay Francis - Lindsey Francis - Missy Francis - James Franco - Jason David Frank - Richard Frank - Al Franken - Bonnie Franklin - Carl Franklin - Diane Franklin - John Franklin (igralec) - Mary Frann - Adrienne Frantz - Dennis Franz - Daniel Franzese - Brendan Fraser - Elisabeth Fraser - William Frawley - Donavan Freberg - Pauline Frederick - Al Freeman mlajši - Joan Freeman - Kathleen Freeman - Morgan Freeman - Victor French - Glenn Frey - Leonard Frey - Dorothy Frooks - Alex Frost - Lindsay Frost - Jordan Fry - Dwight Frye - Sean Frye - Soleil Moon Frye - Alan Fudge - Patrick Fugit - Isabelle Fuhrman - Mary Fuller - Drew Fuller - Frances Fuller - Kurt Fuller - Victoria Fuller - John Fugelsang - Karen Fukuhara - Annette Funicello - Terry Funk - Edward Furlong - Betty Furness - Stephen Furst - Dan Futterman - 